# Karangtengah (Poncowarno)
Karangtengah is een bestuurslaag in het regentschap Kebumen van de provincie Midden-Java, Indonesië. Karangtengah telt 1539 inwoners (volkstelling 2010).